# Эдред (епископ Дарема)
Эдред (англ. Eadred; умер около 1040) — англосаксонский прелат, епископ Дарема около 1040 года.

## Биография
Эдред был главой капитула Даремского собора, когда около 1040 года во время посещения королевского двора в Глостере умер епископ Эдмунд. Ходили слухи, что Эдред, взяв деньги из фондов собора, купил себе должность епископа у короля. Симеон Даремский утверждает, что именно из-за греха симонии епископ умер в том же году до того, как его возвели на престол.